# マット・ダウンズ
マシュー・ラッセル・ダウンズ（Matthew Russell "Matt" Downs, Sr., 1984年3月19日 - ）は、アメリカ合衆国・アラバマ州タスカルーサ出身の元プロ野球選手（ユーティリティプレーヤー）。右投右打。現在は、マリオン軍事大学（Marion Military Institute）の監督を務めている。

## 経歴

### アマチュア時代
2003年のMLBドラフトでピッツバーグ・パイレーツから25巡目指名されるも入団せず。

### プロ入りとマイナー時代とジャイアンツ時代
2006年のMLBドラフトでサンフランシスコ・ジャイアンツから36巡目指名され、入団。この年は、傘下のルーキー級アリゾナリーグ・ジャイアンツでプレーした。
2007年は、A-級セイレムカイザー・ボルケーノズでプレーした。
2008年は、A+級サンノゼ・ジャイアンツで109試合に出場した。この年の、カリフォルニア・リーグのオールスターゲームにも選出された。その後、AAA級フレズノ・グリズリーズに昇格し22試合に出場した。
2009年は、開幕前にメジャーのスプリングトレーニングに招待された。しかし、開幕はAAA級フレズノで迎えた。6月16日にエマニュエル・バリスとの入れ替えでメジャーに昇格した。7月3日にAAA級フレズノに降格した。7月21日に故障で離脱したフアン・ウリーベに替わって再昇格した。
2010年は前年同様、開幕前にメジャーのスプリングトレーニングに招待されるも、開幕はAAA級フレズノで迎えた。4月17日にアーロン・ローワンドの怪我での離脱に伴って、メジャーに昇格した。エドガー・レンテリアとフレディ・サンチェスがDL入りしている際は、ウリーベと共にニ遊間を組んだ。5月29日にサンチェスが復帰し、5月27日にウォルディス・ホアキンとの入れ替えでAAA級フレズノに再降格した。6月にメジャーに再昇格したが、3試合に出場した後、再々降格した。8月23日にフロリダ・マーリンズから獲得したばかりのコディ・ロスをロースターに登録する為、DFAとなった。

### アストロズ時代
2010年8月25日にウェーバーでヒューストン・アストロズへ移籍した。傘下のAAA級ラウンドロック・エクスプレスへ異動した。9月1日にメジャーに昇格した。
2012年オフにFAとなった。
2013年1月25日にマイアミ・マーリンズとマイナー契約を結んだ。開幕前のスプリングトレーニングには招待選手として出場していたが、3月26日にマイナーのスプリングトレーニングへ異動した。この年は、傘下のAAA級ニューオーリンズ・ゼファーズでプレーした。

### マリオン軍事大学の監督時代
2013年11月にマリオン軍事大学の監督に就任する。

## 詳細情報

### 年度別打撃成績
| 年 度     | 球 団     | 試 合 | 打 席 | 打 数 | 得 点 | 安 打 | 二 塁 打 | 三 塁 打 | 本 塁 打 | 塁 打 | 打 点 | 盗 塁 | 盗 塁 死 | 犠 打 | 犠 飛 | 四 球 | 敬 遠 | 死 球 | 三 振 | 併 殺 打 | 打 率 | 出 塁 率 | 長 打 率 | O P S |
| --------- | --------- | ----- | ----- | ----- | ----- | ----- | -------- | -------- | -------- | ----- | ----- | ----- | -------- | ----- | ----- | ----- | ----- | ----- | ----- | -------- | ----- | -------- | -------- | ----- |
| 2009      | SF        | 13    | 60    | 53    | 6     | 9     | 2        | 0        | 1        | 14    | 2     | 1     | 0        | 0     | 1     | 6     | 1     | 0     | 13    | 2        | .170  | .250     | .264     | .514  |
| 2010      | SF        | 29    | 88    | 78    | 6     | 19    | 7        | 0        | 1        | 29    | 7     | 0     | 0        | 0     | 1     | 8     | 0     | 1     | 18    | 1        | .244  | .318     | .372     | .690  |
| 2010      | HOU       | 11    | 21    | 19    | 2     | 2     | 0        | 0        | 0        | 2     | 0     | 0     | 0        | 0     | 0     | 1     | 0     | 1     | 2     | 0        | .105  | .190     | .105     | .295  |
| '10計     | HOU       | 40    | 109   | 97    | 8     | 21    | 7        | 0        | 1        | 31    | 7     | 0     | 0        | 0     | 1     | 9     | 0     | 2     | 20    | 1        | .216  | .294     | .320     | .614  |
| 2011      | HOU       | 106   | 222   | 199   | 29    | 55    | 18       | 0        | 10       | 103   | 41    | 0     | 0        | 0     | 1     | 17    | 0     | 5     | 47    | 3        | .276  | .347     | .518     | .865  |
| 2012      | HOU       | 91    | 191   | 178   | 15    | 36    | 4        | 1        | 8        | 66    | 16    | 2     | 4        | 1     | 0     | 8     | 1     | 4     | 38    | 5        | .202  | .253     | .371     | .624  |
| 通算：4年 | 通算：4年 | 254   | 582   | 527   | 58    | 121   | 31       | 1        | 20       | 214   | 66    | 3     | 4        | 1     | 3     | 40    | 2     | 11    | 118   | 11       | .230  | .296     | .406     | .702  |

### 背番号
- 37 (2009年)
- 34 (2010年 - 同年途中)
- 16 (2010年途中 - 2012年)